# Dysprosium(III)-chlorid
Dysprosium(III)-chlorid ist eine chemische Verbindung aus der Gruppe der Chloride.

## Gewinnung und Darstellung
Dysprosium(III)-chlorid kann direkt aus den Elementen Dysprosium und Chlor synthetisiert werden.
{\displaystyle \mathrm {2\ Dy+3\ Cl_{2}\longrightarrow 2\ DyCl_{3}} }
Das Hexahydrat kann durch Reaktion von Dysprosium(III)-oxid, Dysprosium oder Dysprosium(III)-carbonat mit Salzsäure gewonnen werden.
{\displaystyle \mathrm {Dy_{2}O_{3}+6\ HCl\longrightarrow 2\ DyCl_{3}+3\ H_{2}O} }
{\displaystyle \mathrm {2\ Dy+6\ HCl\longrightarrow \ 2\ DyCl_{3}+3\ H_{2}} }
{\displaystyle \mathrm {Dy_{2}(CO_{3})_{3}+6\ HCl\longrightarrow 2\ DyCl_{3}+3\ CO_{2}+3\ H_{2}O} }

## Eigenschaften

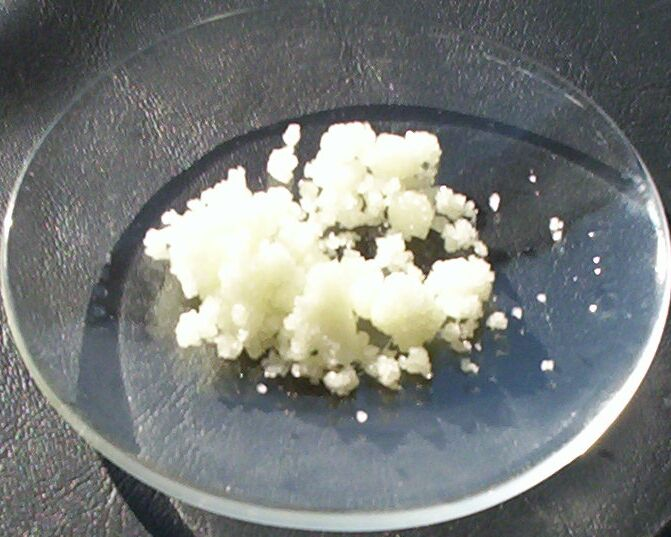
Dysprosium(III)-chlorid-Hexahydrat

Dysprosium(III)-chlorid liegt als gelblichweiße perlmuttartige glänzende Schuppen vor. Es besitzt eine monokline Kristallstruktur mit der Raumgruppe C2/m (Raumgruppen-Nr. 12) entsprechend der von Aluminium(III)-chlorid mit den Gitterparametern a = 691 pm, b = 1197 pm, c = 640 pm, β = 111,28° und Z = 2. Das Hexahydrat ist ein hellgelber Feststoff.

## Verwendung
Dysprosium(III)-chlorid kann als Katalysator in organischen Synthesen verwendet werden.